# José Toro (judoka)
José Tomás Toro Barroso (ur. 11 listopada 1970) – hiszpański judoka. Olimpijczyk z Atlanty 1996, gdzie zajął 21. miejsce w wadze półlekkiej.
Uczestnik mistrzostw świata w 1995. Startował w Pucharze Świata w latach 1995–1999 i 2001. Piąty na mistrzostwach Europy w 1995 roku.

## Letnie Igrzyska Olimpijskie 1996
| Konkurencja | Eliminacje             | Klas. końcowa |
| Konkurencja | Przeciwnik I           | Miejsce       |
| ----------- | ---------------------- | ------------- |
| 65 kg       | Jarosław Lewak (POL) P | 21.           |